# Cycas zeylanica
Cycas zeylanica é uma espécie de cicadófita do género Cycas da família Cycadaceae, nativa do Sri Lanka e Índia (Andamão e Nicobar).